# 万里村奈加
万里村奈加（8月27日—），日本漫畫家，出身於東京都。

## 經歷
1979年作品〈花の歌 風の舞〉刊登於《月刊mimi》出道。
1990年以《女強人》榮獲第14屆講談社漫畫賞少女部門賞。
其他代表作有《白衣天使》、《天邊女社長》、《執法女先鋒》、《小丑美女》。《白衣天使》和《天邊女社長》都已改拍真人版電視劇。